# Esterri d'Àneu
Esterri d'Àneu è un comune spagnolo situato nella comunità autonoma della Catalogna.
| 1900 | 1930 | 1950 | 1970 | 1981 | 1986 | 2006 |
| ---- | ---- | ---- | ---- | ---- | ---- | ---- |
| 707  | 548  | 511  | 650  | 566  | 586  | 803  |